# سیارک ۱۱۹۴۸
سیارک ۱۱۹۴۸ (به انگلیسی: 11948 Justinehenin، نامگذاری:1993QQ4) یازده هزار و نهصد و چهل و هشتمین سیارک کشف شده‌است که در ۱۸ اوت ۱۹۹۳ کشف شد.
قدر مطلق سیارک برابر ۳۰.۹ است.